# 丸広百貨店飯能店
丸広百貨店飯能店（まるひろひゃっかてんはんのうてん）は、埼玉県飯能市にある丸広百貨店の店舗の一つ。

## 概要
東飯能駅東口に位置する。
店舗建物老朽化のため旧飯能店を2009年8月25日をもって閉店。同年9月11日、閉店していた旧東飯能店跡地（東飯能駅ビル）に新・飯能店として移転開業。現在は丸広としては1階から6階で営業しており、7階は飯能市の施設、8階は閉鎖されている。

## 丸広百貨店創業の地
現在では川越市に本店・本社を置く丸広百貨店だが、そのルーツは飯能出身の創業者・大久保竹治によって1939年10月に創業された「丸木商店」である。
その後、川越店、大宮店を開設して埼玉県内3店舗体制となる。飯能店の駅前移転時には当時県下最大となる商業ビルを建て、丸広としては初めて食品売場を設け百貨店として駅前で営業を開始した。新店舗はひっきりなしにお客が訪れるほどの大盛況で飯能店の年間売上は前年比3倍に達した。この新店舗について大久保竹治は「特に地元との共存共栄がどうなるのかと思っていたが周辺に店舗数も増え共存共栄できる状態となったことで自信が持てたし川越、東松山を移転増床させる決心がついた。飯能店は丸広百貨店の原型をつくった」としている。飯能は丸広創業の地であり、百貨店化に踏み切った地でもある。

## 東飯能店と新旧飯能店
東飯能店は、かつて国鉄が貨物ヤードとして利用していた敷地を買い上げ地上8階地下2階の店舗を建設、2000年10月に開店した。川越でのアトレ出店の成功を受け、中高年齢層に強い旧飯能店と2店体制で東飯能店はニューファミリー層を意識した品揃えをおこない「カジュアルでハートフルな百貨店」「街をひとつに、ふたつのまるひろ」のコピーでオープンした。
しかし、川越と飯能では商圏の大きさが格段に違い、明らかに小さな商圏の中で2店舗の運営を行うことを疑問視する声が当初から地元では聞かれた。東飯能店開店後は飯能店と品揃えの重複を避ける為に旧飯能店で一部売場を廃止したこともお客の混乱を招き、飯能地区での売上を倍増させる当初の見込みは外れ、両店舗で売上を奪い合う状況が続き年間売上目標を一度も達成しないまま東飯能店は2006年4月に閉鎖された。
その後、不動産投資会社「ニューシティコーポレーション」（以下、ニューシティ）が商業ビルとしての再生を目論み、旧東飯能店を2007年1月に取得。しかしテナント誘致に難渋し、再オープンの目処が立たないところにリーマン・ショックが襲い、ニューシティの経営も悪化。地域に動揺が広がる中、丸広は旧東飯能店を2008年10月31日付でニューシティより買収（事実上の買い戻し）したことを電撃的に発表した。旧飯能店の老朽が著しく、同店を建て替えるよりも費用を抑えられ採算がとれることを買収理由としているが買収金額は非公表。2009年8月25日に飯能駅前の旧飯能店を閉鎖し、9月11日に旧東飯能店を新「飯能店」として移転開店し現在に至る。2009年12月下旬には旧飯能店の解体が開始、跡地には2013年6月10日より埼玉りそな銀行飯能支店やスーパーバリュー飯能店が移転した。なお、ニューシティは2009年6月に東京地方裁判所に特別清算を申請、事実上経営破綻している。

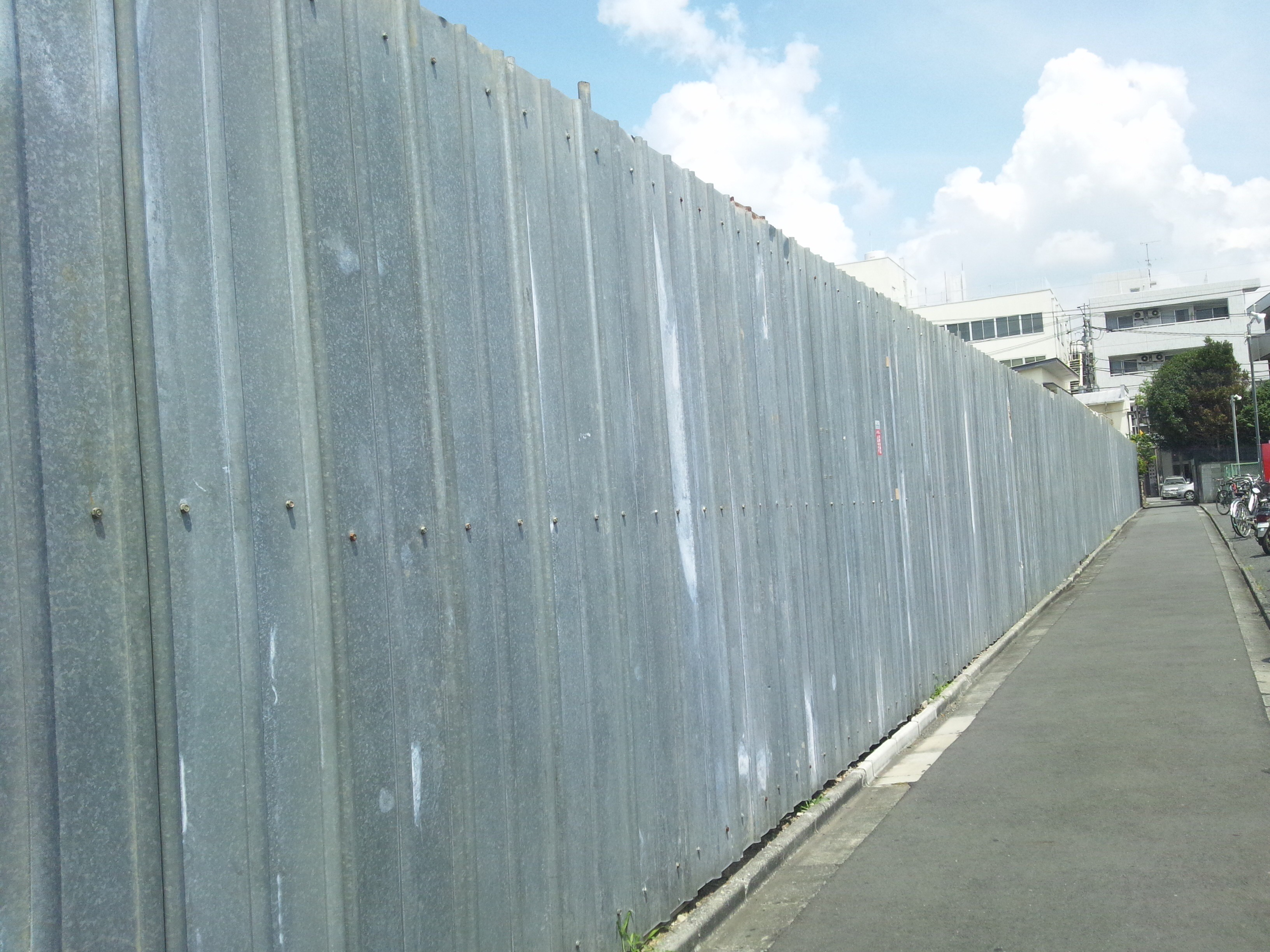
旧・飯能店跡地 2012年8月3日撮影
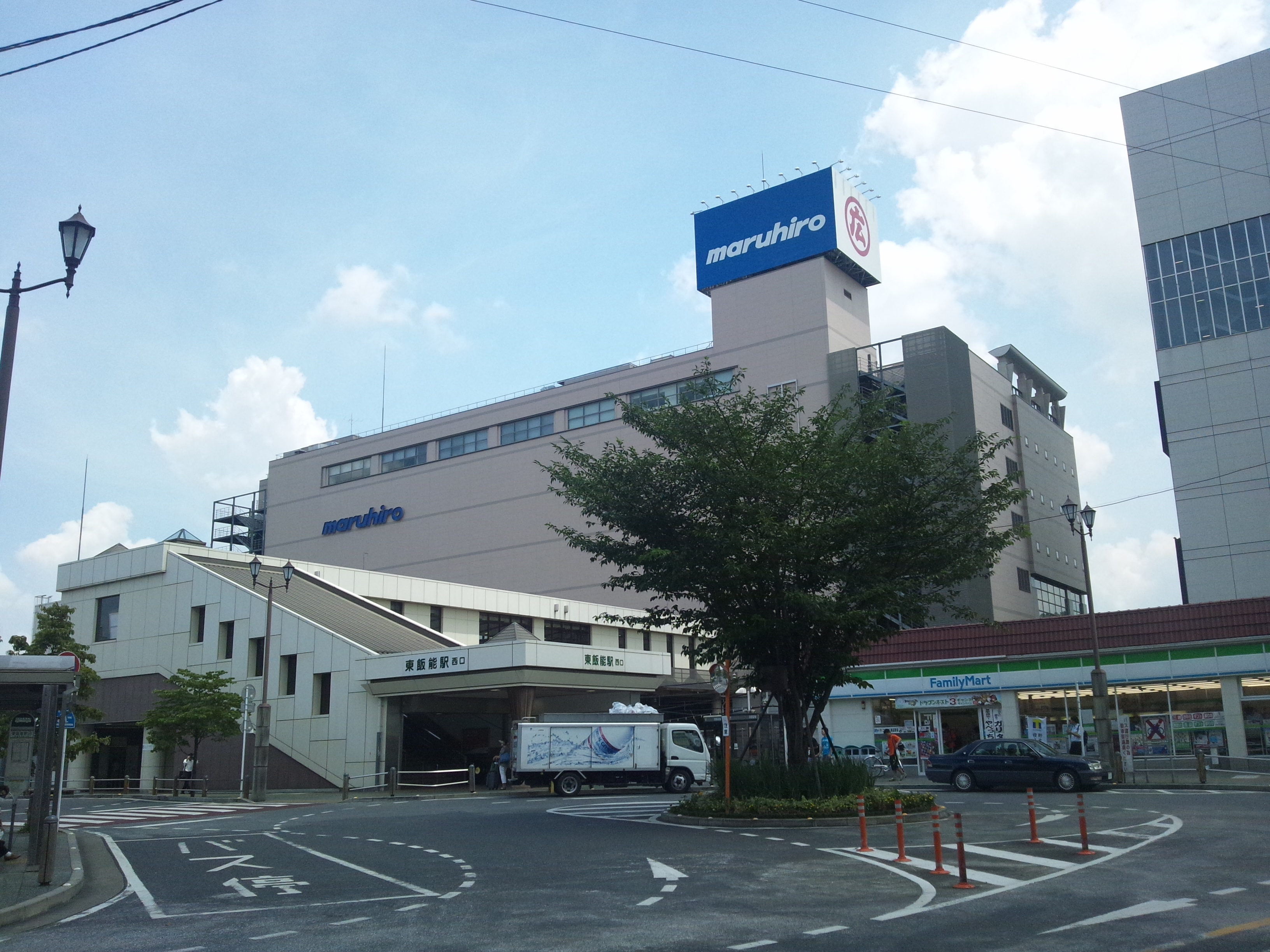
新・飯能店 2012年8月3日撮影

## 専門店

### 現在のテナント（新・飯能店）
- 一口茶屋（2F）
- セリア（4F）
- 丸善（6F）

### 旧飯能店時代
- マクドナルド（1F、2004年閉店）
- 銀座コージーコーナー
- ザ・ダイソー

### 旧東飯能店時代
- 築地銀だこ（2F）
- ナムコランド（7F）
- くまざわ書店（8F）
- 山野楽器（8F）

## シャトルバス
東飯能駅移転に伴い、旧飯能店の最寄り駅であった飯能駅北口と東飯能駅西口を結ぶ無料シャトルバスの運行が2010年12月31日まで行われた。

## 周辺施設
- 東飯能駅
- ファミリーマート東飯能駅西口店
- 飯能信用金庫本店
- 飯能市役所
- 飯能郵便局
- 飯能県土整備事務所